# Músculo depresor del tabique nasal
El músculo depresor del tabique nasal ([TA]: musculus depressor septi nasi) es un músculo de la cara que se encuentra en la parte lateral de la nariz.

## Descripción
El músculo surge de la fosa incisiva del maxilar, y de la eminencia alveolar del canino; esta fibra muscular asciende hasta insertarse en la fosa nasal y la parte trasera de la parte alar del músculo nasal.
Esta se encuentra entre las mucosas y las estructuras musculares de los labios.

## Acción
El depresor del tabique nasal es el antagonista directo de otros músculos nasales, dibujando el ala descendente de la nariz, y a causa de esto, la constricción de las fosas nasales. Además estrecha transversalmente los orificios de la nariz (llamados correctamente narinas).